# Hoeve Strabeek
De Hoeve Strabeek of Hoeve Strabach staat aan de oostzijde van de Nederlandse buurtschap Strabeek, provincie Limburg. Sinds 1967 is de hoeve een rijksmonument.

## Geschiedenis
De oudste vermelding dateert uit de eerste helft van de 14e eeuw: Arnold van Berghe bleek inkomsten te halen uit een hof te Strobeke. Uit de 14e en 15e eeuw zijn eigenaren bekend uit de familie Van Strabach, waaronder ridder Jan die in 1445 schepen was in Houthem. In de 16e eeuw trouwde Diederik van Strabach met Anna van Strijthagen en zij lieten het goed Strabach na aan hun zoon Johan. Hij kreeg vier dochters kreeg en liet Strabach na aan Maria, die hiermee de laatste eigenaar uit het geslacht Van Strabach zou worden. Zij verkocht het goed in 1651 aan de vrouw van Goswin Wijnands, raadsheer bij de Hoge Raad van Brabant.
De familie Graven verkocht in 1786 Strabach aan Isaac Collard (1738-1823). Twaalf jaar later was Balthazar Janssen de nieuwe eigenaar. Zijn kleindochter Félicité Thonnart erfde Strabach. Zij trouwde in 1838 met Johannes Matthias Schoenmaeckers en het stel liet kort hierna de hoeve verbouwen, om er vervolgens hun intrek te nemen. Uiteindelijk verkochten hun nazaten de hoeve.
In 1979 werd de hoeve verbouwd tot hotel-restaurant.

## Beschrijving
De huidige witgepleisterde, gesloten hoeve stamt vooral uit de 19e eeuw, maar bevat oudere elementen. Zo is het herenhuis, bestaande uit twee verdiepingen met een afgewolfd zadeldak, kort na 1838 gebouwd door het echtpaar Schoenmaeckers-Thonnart, maar de kern van het gebouw is enkele eeuwen ouder. Hetzelfde geldt voor de 19e-eeuwse pachterswoning. De naastgelegen schuur dateert waarschijnlijk uit de 18e eeuw.
Tussen de pachterswoning en het herenhuis bevond zich begin 19e eeuw een toegangspoort, maar in 1855 is hier een nieuw woongedeelte gebouwd.
De rest van de bebouwing zal kort na 1838 zijn opgetrokken.

### Kasteel?
De aanwezigheid van de adellijke familie Van Strabach suggereert de aanwezigheid van een representatief verblijf. Er zijn echter geen aanwijzingen dat er sprake was van een versterkt huis of kasteel. Het eigendom te Strabeek zal beperkt zijn gebleven tot een huis met een hoeve, die als voorgangers van de huidige Hoeve Strabeek gezien worden.